# Итманово
Итманово — село в Гагинском районе Нижегородской области России. Входит в состав Ушаковского сельсовета.

## География
Село находится в юго-восточной части Нижегородской области, в зоне хвойно-широколиственных лесов, на правом берегу реки Нексери, к северу от автодороги 22К-0072, на расстоянии приблизительно 18 километров (по прямой) к юго-западу от села Гагина, административного центра района. Абсолютная высота — 172 метра над уровнем моря.
Климат
Климат характеризуется как умеренно континентальный, с коротким тёплым летом и холодной снежной зимой. Среднегодовая температура составляет от 3,2 до 3,4 °C. Средняя температура воздуха самого тёплого месяца (июля) — 17—19 °C; средняя температура воздуха самого холодного (января) варьируется от −14 до −12 °C. Среднегодовое количество атмосферных осадков составляет 450—500 мм, из которых 349 мм выпадает в период с апреля по октябрь.
Часовой пояс
Село Итманово, как и вся Нижегородская область, находится в часовой зоне МСК (московское время). Смещение применяемого времени относительно UTC составляет +3:00.

## Население
| 2002 | 2010 |
| ---- | ---- |
| 527  | ↘389 |

Национальный состав
Согласно результатам переписи 2002 года, в национальной структуре населения русские составляли 95 %.